# Humban
Humban o Ḫumban es un antiguo dios elamita. Su nombre significa 'el que manda' y es también conocido como Maestro del cielo o Gobernante del cielo al ser hijo del dios elamita del cielo Jabru. Se deduce del hecho de que Humban fue equiparado con el dios mesopotámico Enlil, el señor del espacio aéreo e hijo del dios del cielo An. An fue equiparado con Jabru.
En la mitología mesopotámica, Humban fue concebido como Huwawa / Humbaba, el guardián del bosque de cedros de la Epopeya de Gilgamesh. Sin embargo, este desarrollo debe considerarse por separado del dios elamita Humban. Humban también fue adorado en el período aqueménida cuando Elam pertenecía al Imperio persa.
Humban fue el dios supremo en la mitología elamita. Su primera esposa fue la diosa elamita Pinikir, pero luego se casó con Kiririsha, diosa de Liyan, una ciudad portuaria del Golfo Pérsico. Tuvieron un hijo llamado Hutran.
Fue la principal deidad de la realeza elamita en la época de la dinastía Awan, y aún ocupó un lugar importante durante la dinastía de Simashki (finales del III milenio-comienzos del II milenio a. C.). Finalmente fue suplantado por Napirisha (Napiriša), el gran dios de la tierra de Anshan. Su consorte es la diosa Pinikir.
Humban tuvo un templo en Susa.